# Hans Hinrich Wendt
Hans Hinrich Wendt, född den 18 juni 1853 i Hamburg, död den 19 januari 1928 i Jena, var en tysk evangelisk teolog.
Wendt blev extra ordinarie professor i Göttingen 1881, ordinarie professor 1883 i Kiel, 1885 i Heidelberg och 1893 i Jena. Han var en av den Ritschlska teologins mest betydande bärare och gav denna skola den sista systematiska sammanfattningen av dess dogmatik i System der christlichen Lehre (1907), där han förenklar systematiken, men också drar radikalare konsekvenser. Wendt är också känd bland annat genom en kommentar till Apostlagärningarna (i Meyers samling, 1880; 9:e upplagan 1913) och studier till Johannesevangeliet (1900 och 1911) samt Lehre Jesu (1886-90; 2:a upplagan 1901).